# قافلة الكرامة
قافلة الكرامة وعلى غرار قافلة الصمود مبادرة شعبية لبنانية انطلقت يوم السبت 14 يونيو 2025. في مسار يمر بطرابلس ثم العاصمة بيروت، مرورا بمنطقة البقاع، قبل أن تتجه نحو الحدود السورية، عبر طريق دمشق وساحة الأمويين، ثم إلى الأردن عبر ميناء العقبة، حيث ستواصل رحلتها بحرا باتجاه الأراضي المصرية، تمهيدا لعبور معبر رفح نحو قطاع غزة.
وأوضح منسق القافلة الشيخ أحمد يحيى أن الهدف من "قافلة الكرامة" هو كسر الحصار الجائر وإيصال المساعدات الإنسانية إلى المدنيين بغزة، لا سيما الأطفال الذين يواجهون خطر الموت جوعا ومرضا بسبب نقص الغذاء والدواء، وأكد الشيخ يحيى أن الغاية الأسمى من المبادرة هي المساهمة في وقف الحرب، ومحاولة إحياء الضمير الإنساني الذي "مات"، في ظل الصمت الدولي على المجازر التي ترتكب بحق الأبرياء. ودعا المسؤولين في سوريا والأردن ومصر إلى تسهيل عبور القافلة ودعمها حتى تتمكن من بلوغ هدفها الإنساني.
وقال إن القافلة تحمل طابعا سلميا وإنسانيا خالصا، ولا ترفع أي شعارات حزبية أو طائفية أو سياسية بل تنقل رسالة إنسانية صادقة إلى أطفال غزة المحاصرين، مضيفًا "نتمنى أن تصل القافلة إلى غايتها، وأن نعود وقد ساهمنا ولو بقدر بسيط في إطعام أطفال غزة وسد رمقهم".
توقفت قافلة "الكرامة" التي انطلقت من مدن ومخيمات فلسطينية في لبنان على معبر المصنع الحدودي مع سوريا،مساء يوم الانطلاق بانتظار موافقة السلطات السورية لها لدخول الأراضي السورية، في طريقها للمشاركة في التحركات الشعبية العربية لكسر الحصار المفروض على قطاع غزة في ظل استمرار حرب الإبادة "الإسرائيلية".